# Cyclodictyon brittonae
Cyclodictyon brittonae är en bladmossart som beskrevs av Edwin Bunting Bartram 1928. Cyclodictyon brittonae ingår i släktet Cyclodictyon och familjen Hookeriaceae. Inga underarter finns listade i Catalogue of Life.